# إيموجلي
إيموجلي (بالإنجليزية: Emojli)‏ هو تطبيق تواصل إجتماعي لنظامي أندرويد وآي أو أس. يتكون اسم المستخدم من رموز تعبيرية (إيموجي)، ويمكن للمستخدمين التواصل فيما بينهم باستخدام الإيموجي فقط.